# Autoophuggerens Børn
Autoophuggerens Børn er en dansk TV-serie for børn. Serien blev vist på dansk TV i 1970. Serien er filmet i sort-hvid og den bestod af 6 afsnit.
I serien følger man de fire søskende Niels, Anne-Gunild, Hans Ole og Susanne.
Serien er kendetegnet ved at tegne et typisk billede af 1960'ernes børneliv, hvor søskende holdt sammen og hjalp hinanden, legede meget udendørs, og var overladt til sig selv en stor del af dagen, i modsætning til i dag hvor det meste af børnenes dag tilbringes i institutioner.

## Handling
Da der ikke kan blive råd til et legehus til børnene giver deres far dem i stedet lov til at få hver deres gamle bil at lege i. Bilerne flyttes til en lille åben plads, og børnene dekorerer dem med maling,
gardiner og inventar, ganske som var det legehuse.
Børnene får også lov til at overnatte i bilerne en enkelt nat, selv om moderen er meget bekymret.
På et tidspunkt er en såkaldt landstryger flyttet ind i Anne-Gunilds bil. Børnene tror først at han er farlig, men de finder ud af at han er en ganske rar mand. Han har den særlige charme at han er meget
fantasifuld, og han lader således som om at han er rig og har en usynlig butler. Han tager også børnene med på en langtur rundt i Europa pr. fantasi, idet han f.eks. lader børnene holde en tom billedramme
op foran ansigtet, og på den måde kan de forestille sig at de ser berømte seværdigheder.
En morsom episode er også den hvor Hans-Ole vil købe en øl til deres nye voksne ven. Han får pilsneren udleveret, men købmanden ringer hjem til moderen. I øvrigt drikker landstrygeren slet ikke.
Hans-Ole er en rigtig slikmund, og i en scene spiser han en stor mængde slik og is meget hurtigt.

## Diverse
Tre ud af de fire børn er søskende i virkeligheden.
I serien optræder flere morsomme sproglige udtryk, som f.eks. i 2. afsnit, hvor Hans-Ole udtaler at en drage "er gået i filivav!".